# City Hunter (serie televisiva)
City Hunter (시티헌터?, Siti heonteoLR) è una serie televisiva sudcoreana trasmessa su SBS dal 25 maggio al 28 luglio 2011, basata sull'omonimo manga di Tsukasa Hōjō. La storia, pur derivando dal manga, è stata reinventata per essere adattata dalla Tokyo degli anni ottanta alla Seul del 2011.

## Trama
Vent'anni prima dell'inizio della storia, il militare Park Moo-yul, fedele e stimato, rimase ucciso durante un'operazione segreta in Corea del Nord. Egli, insieme ad altri venti compagni, non fu vittima di una tragedia, ma di un tradimento da parte di coloro che inviarono il commando in missione. La cosa non venne mai rivelata pubblicamente e le vittime vennero dichiarate disperse e poi dimenticate. Lee Jin-pyo, compagno di Park Moo-yul, sopravvisse grazie al sacrificio del suo amico. Deciso a vendicarlo, rapì Yoon-sung, il figlio neonato di Moo-yul, facendolo diventare suo figlio e sottoponendolo, sin da bambino, a un addestramento durissimo e spietato per farlo diventare una macchina da guerra. Diventato adulto, Yoon-sung viene assunto nel team informatico della Casa Blu e indaga segretamente sulle cinque persone responsabili della morte di suo padre. Il ragazzo si ritrova però in contrasto con il padre adottivo sul metodo per portare a termine la vendetta: infatti, mentre Jin-pyo vorrebbe uccidere i responsabili, Yoon-sung è più propenso a consegnarli alla giustizia e a rendere nota alla gente la verità. Jin-pyo, inoltre, disapprova che il giovane si affezioni ad altre persone, e soprattutto che si innamori di Kim Na-na, una delle guardie del corpo che lavorano alla Casa Blu.

## Personaggi

### Personaggi principali
- Lee Yoon-sung, interpretato da Lee Min-ho.
Soprannominato dai media "City Hunter", il suo obiettivo è ottenere vendetta per la morte del padre ma non tramite l'omicidio bensì rovinando pubblicamente i responsabili. Utilizzando l'identità di un adolescente morto diversi anni prima, vive una doppia vita, laureandosi al MIT e ottenendo un lavoro nel team informatico della Casa Blu. Inizialmente serba rancora nei confronti di sua madre perché crede che l'abbia abbandonato ma dopo aver scoperto la verità si ricrede e cerca di ricostruire il rapporto tra loro. S'innamora di Kim Na-na, anche se teme che standole vicino la metterà in pericolo e cerca in ogni modo di allontanarla.
- Kim Na-na, interpretata da Park Min-young.
È un'esperta di arti marziali che lavora come guardia del corpo prima per Da-hye poi per il presidente; ha dovuto prendersi cura di se stessa da sola dopo la morte della madre in un incidente stradale, causato da Kim Jong-shik che era ubriaco, durante il quale suo padre è finito in coma. S'innamora di Lee Yoon-sung, arrivando anche a scoprire la sua vera identità decidendo di aiutarlo.
- Kim Young-joo, interpretato da Lee Joon-hyuk.
Un giovane e intelligente procuratore, il figlio di uno dei cinque uomini che hanno ucciso il padre di Yoon-sung, con un forte senso della giustizia; il rapporto con il padre si è incrinato dopo che ha scoperto che era stato responsabile dell'incidente stradale ma che aveva corrotto il testimone, tuttavia ha taciuto la cosa nella speranza che si costituisse. È in rivalità con City Hunter nell'ottenere lo stesso obiettivo, ma con mezzi più legali, e cerca di scoprirne contemporaneamente l'identità. Muore alla fine della serie per mano di Chun Jae-man.
- Lee Jin-pyo/Steve Lee, interpretato da Kim Sang-joong.
Padre adottivo di Yoon-sung, da generale militare è diventato un signore della droga, che ha usato parte dei ricavati per le varie famiglie dei membrai del suo plotone sterminati. È pieno di rabbia e vuole uccidere gli uomini che hanno causato la morte del commando di cui faceva parte arrivando a usare qualsiasi mezzo.
- Bae Man-duk/Bae Shik-joong, interpretato da Kim Sang-ho.
È un ex-giocatore d'azzardo, ma ottimo cuoco, che Yoon-sung salva da dei teppisti in Thailandia, diventandone amico intimo e poi compagno nel perseguire il piano di Jin-pyo. In passato assistette all'incidente stradale che provocò la morte dei genitori di Na-Na causato da Kim Jong-shik ma venne minacciato e dovette cambiare la sua deposizione. Ha vissuto con la colpa di non aver potuto fare nulla per questo quando Yoon-sung viene inviato in Corea gli chiede di vegliare su di lei.
- Jin Sae-hee, interpretata da Hwang Sun-hee.
Una veterinaria, è l'ex moglie di Young-joo. Per una serie di circostanze viene a conoscenza del segreto di Yoon-sung e nonostante tutto lo aiuta a medicarsi le ferite.
- Choi Da-hye, interpretata da Goo Ha-ra.
Figlia del presidente Choi, sorellastra di Yoon-sung, è una ragazza viziata che non ha amici a scuola, e a cui Yoon-sung dà ripetizioni controvoglia. Anche se sembra non importarle niente ci tiene a suo padre e non sopporta che la gente pensi male di lui. Dopo un po' capisce di non essere portata per l'università e decide di lavorare come barista e mantenersi da sola.
- Choi Eung-chan, interpretato da Chun Ho-jin.
Il presidente della Corea del Sud, è uno dei cinque uomini dietro l'operazione militare "Tabula Rasa" del 1983, ma a differenza degli altri membri lui ha vissuto per ventotto anni nel rimorso per non essere riuscito a riportare gli uomini a casa sani e salvi. È l'unico a sapere che Lee Jin-pyo è ancora vivo e non fa nulla per ostacolarlo, pur sapendo che il suo obiettivo è ucciderlo. È il vero padre di Yoon-sung.

### Personaggi secondari
- Park Moo-yul, interpretato da Park Sang-min.
Il padre di Lee Yoon-sung, muore nel primo episodio proteggendo Jin-pyo. Viene in seguito rivelato che in realtà non è il vero padre del ragazzo. Sapeva che Yoon-sung non era figlio suo ma nonostante questo aveva sposato Kyung-hee accettando di fare da padre al bambino che aspettava.
- Lee Kyung-hee, interpretata da Kim Mi-sook.
La madre di Yoon-sung, vive una vita solitaria dopo il rapimento del figlio da bambino. Quando Jin-pyo si ripresenta davanti a lei e le promette che quando avrà sistemato tutto le farà incontrare suo figlio e le racconterà tutta la verità sulla morte di Moo-yul; le viene diagnosticata la leucemia, cosa che fa decidere a Yoon-sung di aiutarla per farla guarire, ma temendo che Yoon-sung si distragga dal suo obiettivo Jin-pyo le mente dicendogli che è morto e in preda al dolore decide di non farsi più curare e si nasconde; Yoon-sung la trova in tempo e dopo averle rivelato la sua identità si riconciliano. In passato ebbe una relazione con Eung-chan che la lasciò incinta, ma senza sapere del bambino, e venne minacciata da Chun Jae-man che la considerava una minaccia per l'ascesa politica di Eung-chan.
- Song Young-duk, interpretato da Lee Seung-hyung.
È il capo della rete di comunicazione nazionale della Casa Blu.
- Shin Eun-ah, interpretata da Yang Jin-sung.
È una collega di Na-na. È innamorata di Ko Ki-joon e le piace molto stuzzicarlo e prenderlo in giro.
- Ko Ki-joon, interpretato da Lee Kwang-soo.
È un collega di Yoon-sung innamorato di Eun-ah. Suo fratello, militare, ha perso una gamba a causa degli equipaggiamenti difettosi forniti da Seo Yong-hak.
- Kim Sang-gook, interpretato da Jeong Joon.
Ex ufficiale di polizia, congedato con disonore per aver cercato di scoprire la causa della scomparsa di suo fratello. Diventa parte del progetto di vendetta di Jin-pyo dopo aver scoperto che suo fratello faceva parte dell'operazione del 1983 in cui è rimasto ucciso.
- Lee Kyung-wan, interpretato da Lee Hyo-jung.
Ex-Ambasciatore degli Stati Uniti e successivamente senatore egli è il primo obiettivo di City Hunter. È colpevole di aver intascato alcuni fondi previdenziali. Viene ucciso da Jin-Pyo che si era infiltrato nell'ospedale dove era stato messo in cura.
- Chun Jae-man, interpretato da Choi Jung-woo.
Ex-Capo dell'NIS, è un uomo d'affari molto ricco oltre ad essere il più corrotto del Consiglio dei Cinque. Quando scopre che Na-Na è in qualche modo collegata a City Hunter ordina a un suo uomo di scoprire tutto su di lei e se necessario ucciderla. È uno dei pochi a sapere che il figlio di Lee Kyung-Hee è frutto della relazione con Choi Eung-chan. Quando il procuratore Kim Young-joo minaccia di farlo arrestare cerca di eliminarlo simulando un suicidio, da cui si salva grazie a l'intervento tempestivo di City Hunter, ma successivamente lo uccidere senza pietà quando ormai è con le spalle al muro.
- Kim Jong-shik, interpretato da Choi Il-hwa.
Il padre di Kim Young-joo ed ex-Ministro dell'Istruzione, fa parte del Consiglio dei Cinque. Oltre a essere, il terzo obiettivo di City Hunter, responsabile della morte della madre di Kim Na-na e del coma del padre della ragazza, di cui oltretutto non si è minimamente pentito così come per l'operazione del 1983, è colpevole di aver sottratto i fondi universitari per le borse di studio destinati ai vari studenti per il proprio tornaconto. Dopo la rivelazione dei suoi crimini scappa inseguito da City Hunter e cade da un'impalcatura deve finisce in coma, si risveglierà alla morte di suo figlio.
- Seo Yong-hak, interpretato da Choi Sang-hoon.
Ex-Ministro della Difesa in corsa per il titolo di Presidente, secondo obbiettivo di City Hunter, ha spesso usato la sua influenza per evitare che i tre figli facessero il servizio militare obbligatorio e ha acquistato equipaggiamenti difettosi che hanno provocato la morte di molti soldati intascandone i profitti. Viene smascherato poco prima delle elezioni finali, dopo ciò tenta di scappare usando Na-na come ostaggio ma viene successivamente catturato da Jin-Pyo, che progetta di ucciderlo personalmente, ma alla fine viene arrestato da Kim Young-joo.

## Ascolti
| Episodio | Data di trasmissione | Dati TNMS           | Dati TNMS                  | Dati AGB            | Dati AGB                   |
| Episodio | Data di trasmissione | A livello nazionale | Area metropolitana di Seul | A livello nazionale | Area metropolitana di Seul |
| -------- | -------------------- | ------------------- | -------------------------- | ------------------- | -------------------------- |
| 1        | 25 maggio 2011       | 9,5%                | 11,8%                      | 10,5%               | 11,0%                      |
| 2        | 26 maggio 2011       | 10,0%               | 12,2%                      | 11,1%               | 12,2%                      |
| 3        | 1º giugno 2011       | 11,9%               | 13,6%                      | 12,3%               | 13,0%                      |
| 4        | 2 giugno 2011        | 12,6%               | 15,0%                      | 12,8%               | 13,3%                      |
| 5        | 8 giugno 2011        | 13,0%               | 15,7%                      | 13,7%               | 14,9%                      |
| 6        | 9 giugno 2011        | 13,2%               | 15,4%                      | 14,2%               | 14,8%                      |
| 7        | 15 giugno 2011       | 13,6%               | 16,7%                      | 13,7%               | 14,0%                      |
| 8        | 16 giugno 2011       | 12,7%               | 14,2%                      | 13,8%               | 13,8%                      |
| 9        | 22 giugno 2011       | 13,8%               | 15,2%                      | 13,4%               | 13,4%                      |
| 10       | 23 giugno 2011       | 14,4%               | 16,4%                      | 14,6%               | 15,4%                      |
| 11       | 29 giugno 2011       | 17,4%               | 19,5%                      | 18,4%               | 19,4%                      |
| 12       | 30 giugno 2011       | 18,3%               | 20,5%                      | 18,8%               | 19,1%                      |
| 13       | 6 luglio 2011        | 18,5%               | 20,5%                      | 18,7%               | 19,8%                      |
| 14       | 7 luglio 2011        | 18,3%               | 20,6%                      | 19,6%               | 19,8%                      |
| 15       | 13 luglio 2011       | 17,4%               | 19,6%                      | 19,9%               | 20,5%                      |
| 16       | 14 luglio 2011       | 17,5%               | 18,8%                      | 19,2%               | 19,8%                      |
| 17       | 20 luglio 2011       | 17,9%               | 19,6%                      | 18,8%               | 19,7%                      |
| 18       | 21 luglio 2011       | 18,6%               | 20,3%                      | 19,3%               | 19,3%                      |
| 19       | 27 luglio 2011       | 17,2%               | 18,7%                      | 18,8%               | 19,0%                      |
| 20       | 28 luglio 2011       | 19,1%               | 20,6%                      | 18,0%               | 20,0%                      |
| Media    | Media                | 15,2%               | 17,2%                      | 16,0%               | 16,6%                      |

## Colonna sonora
1. Love – Yim Jae-beom
2. So Goodbye – Jonghyun
3. It's Alright – Yang Hwa-jin
4. Cupid – Girl's Day
5. Suddenly – Kim Bo-kyung
6. Lonely Day – J Symphony
7. I Only Look At You – Park Gyuri
8. You and I – Rainbow
9. Can't Stop – Son Han-byeol
10. I Love You, I Want You, I Need You – Apple Mango
11. I Love You, I Want You, I Need You (Sweet Acoustic Version) – Goo Ha-ra

## Riconoscimenti
| Anno | Premio                           | Categoria                                                     | Ricevente                   | Risultato       |
| ---- | -------------------------------- | ------------------------------------------------------------- | --------------------------- | --------------- |
| 2011 | Korea Drama Awards               | Miglior regista                                               | Jin Hyuk                    | Candidato/a     |
| 2011 | Korea Drama Awards               | Miglior attore                                                | Lee Min-ho                  | Vincitore/trice |
| 2011 | Korea Drama Awards               | Miglior attrice                                               | Park Min-young              | Candidato/a     |
| 2011 | Korea Drama Awards               | Miglior attore di supporto                                    | Kim Sang-ho                 | Candidato/a     |
| 2011 | Korea Drama Awards               | Premio stella coreana                                         | Lee Min-ho                  | Vincitore/trice |
| 2011 | Korea Drama Awards               | Miglior nuova attrice                                         | Hwang Sun-hee               | Candidato/a     |
| 2011 | Mnet 20's Choice Awards          | Stella maschile di un drama                                   | Lee Min-ho                  | Candidato/a     |
| 2011 | SBS Drama Awards                 | Premio all'eccellenza massima, attore in un drama speciale    | Lee Min-ho                  | Vincitore/trice |
| 2011 | SBS Drama Awards                 | Premio all'eccellenza, attore in un drama speciale            | Lee Joon-hyuk               | Candidato/a     |
| 2011 | SBS Drama Awards                 | Premio all'eccellenza, attrice in un drama speciale           | Park Min-young              | Candidato/a     |
| 2011 | SBS Drama Awards                 | Premio speciale alla recitazione, attore in un drama speciale | Kim Sang-joong              | Candidato/a     |
| 2011 | SBS Drama Awards                 | Premio speciale alla recitazione, attore in un drama speciale | Chun Ho-jin                 | Candidato/a     |
| 2011 | SBS Drama Awards                 | Premio nuova stella                                           | Goo Ha-ra                   | Vincitore/trice |
| 2011 | SBS Drama Awards                 | Migliori dieci stelle                                         | Lee Min-ho                  | Vincitore/trice |
| 2011 | SBS Drama Awards                 | Premio popolarità                                             | Lee Min-ho                  | Vincitore/trice |
| 2011 | SBS Drama Awards                 | Premio popolarità                                             | Park Min-young              | Candidato/a     |
| 2011 | SBS Drama Awards                 | Premio miglior coppia                                         | Lee Min-ho e Park Min-young | Candidato/a     |
| 2012 | Baeksang Arts Awards             | Premio popolarità, attore (TV)                                | Lee Min-ho                  | Candidato/a     |
| 2012 | Baeksang Arts Awards             | Premio popolarità, attrice (TV)                               | Park Min-young              | Candidato/a     |
| 2012 | Baeksang Arts Awards             | Premio popolarità, attrice (TV)                               | Goo Ha-ra                   | Candidato/a     |
| 2012 | Seoul International Drama Awards | Miglior attore coreano                                        | Lee Min-ho                  | Candidato/a     |
| 2012 | Seoul International Drama Awards | Premio popolarità                                             | Lee Min-ho                  | Candidato/a     |